# جين برابيندير
جين برابيندير (بالإنجليزية: Gene Brabender)‏ هو لاعب كرة قاعدة أمريكي، ولد في 16 أغسطس 1941 في ماديسون في الولايات المتحدة، وتوفي بنفس المكان في 27 ديسمبر 1996.

## وصلات خارجية
- جين برابيندير على موقعبيزبول رفرنس.كوم (الدوري الرئيسي) (الإنجليزية)
- جين برابيندير على موقعبيزبول رفرنس.كوم (الدوري الثانوي) (الإنجليزية)
- جين برابيندير على موقع مشجعي الرسوم البيانية (الإنجليزية)